# Tomosvaryella vicina
Tomosvaryella vicina är en tvåvingeart som först beskrevs av Becker 1900.  Tomosvaryella vicina ingår i släktet Tomosvaryella och familjen ögonflugor. Inga underarter finns listade i Catalogue of Life.